# إيكر زوبيزاريتا
إكير زوبيزاريتا (بالإسبانية: Iker Zubizarreta) هو لاعب كرة قدم فنزويلي في مركز الهجوم، ولد في 18 مايو 1962 في كاراكاس في فنزويلا. شارك مع منتخب فنزويلا الأولمبي لكرة القدم ‏. أما مع النوادي، فقد لعب مع Loyola S.C. ‏.

## وصلات خارجية
- إكير زوبيزاريتا على موقع الاتحاد الدولي (مؤرشف)  (الإنجليزية)
- إكير زوبيزاريتا على موقع أوليمبيديا (الإنجليزية)